# سكارليت ليدي
سكارليت ليدي هي سفينة سياحية بنيت في فبراير 2020 من قبل شركة فينكانتييري الإيطالية. يسمح فقط بالنزلاء فوق الـ 18 على السفينة.